# Polônia nos Jogos Olímpicos de Inverno de 1968
A Polônia competiu nos Jogos Olímpicos de Inverno de 1968, em Grenoble, na França. O porta-bandeira do país na cerimônia de abertura foi Stanisław Szczepaniak.